# Вишняков, Константин Сергеевич
Константи́н Серге́евич Вишняко́в (род. 6 марта 1982, Березники, Пермская область) — российский гребец-байдарочник, выступал за сборную России в середине 2000-х — начале 2010-х годов. Участник летних Олимпийских игр в Пекине, двукратный бронзовый призёр чемпионатов мира, победитель и призёр этапов Кубка мира, многократный чемпион национальных первенств. На соревнованиях представлял ШВСМ, «Динамо» и Волгоградскую область, мастер спорта международного класса.

## Биография
Родился 6 марта 1982 года в Березниках (Пермская область). Активно заниматься греблей начал в возрасте пятнадцати лет, проходил подготовку под руководством тренера С. В. Михальчука. Выступал за школу высшего спортивного мастерства и спортивное общество «Динамо», позже перешёл к тренеру Ю. С. Суркову. В 2005 году вошёл в основной состав национальной сборной, а в 2006-м на чемпионате мира в венгерском Сегеде уже добился первого серьёзного результата — с четырёхместной байдаркой завоевал бронзовую медаль на двухсотметровой дистанции. Год спустя повторил это достижение на мировом первенстве в немецком Дуйсбурге, добавил в послужной список ещё одну бронзовую награду.
Благодаря череде удачных выступлений удостоился права защищать честь страны на летних Олимпийских играх 2008 года в Пекине. В составе байдарки-четвёрки, куда также вошли гребцы Евгений Салахов, Антон Васильев и Илья Медведев, пробился в финал, но в решающем заплыве финишировал лишь восьмым.
После Олимпиады Вишняков остался в основном составе российской национальной команды и продолжил принимать участие в крупнейших международных соревнованиях. Так, в 2010 и 2011 годах ездил на чемпионаты мира, в обоих случаях прошёл в финальную стадию, тем не менее, попасть в число призёров не смог. Пытался пройти квалификацию на Олимпийские игры 2012 года в Лондон, однако на отборочном чемпионате России занял в своей дисциплине лишь третье место и таким образом не получил олимпийскую лицензию. Вскоре после этих стартов принял решение завершить карьеру профессионального спортсмена, уступив место в сборной молодым российским гребцам.
Ныне проживает в Волгограде. Имеет высшее образование, окончил Волгоградский государственный технический университет. А также тренирует юниорскую команду сборной России.